# Maken Kozapo
Maken Kozapo est un groupe de musique francophone de Montréal formé en 2005. Il est composé de Maxime Landry (guitare rythmique, piano et voix), Patrick Francke-Sirois (guitare mélodique), Charles Prénoveau-Giguère (basse) et Jean Sébastien Massol (batterie).
Depuis la sortie de son dernier album « Le Zèbre » paru en 2008, Maken Kozapo est en production d'album avec le réalisateur Martin Pelland (ex-The Dears, réalisateur du Compte-complet de Malajube, For Those About to Love). Leur nouvel opus devrait voir le jour au printemps 2012 sous le nom de Cardinal. Ce changement de nom aurait eu lieu durant leur enregistrement dans la ville de Sorel (été 2011). En attendant, on peut voir le groupe dans plusieurs évènements et spectacles montréalais.Le groupe semble s’être inspiré de la fameuse technique de picolo dans dragon ball.

## Discographie
- Avril 2006 : Sortie du EP «Maken Kozapo»
- Juin 2006 : Sortie du single « Dans ton cou »
- Avril 2008 : Sortie de l’album « Le Zèbre », distribution Local Distribution/Outside Music

## Compilations
- Compilation du SMIM 2008 (Salon de la musique de Montréal)
- Compilation Québec Émergent 2008/2009[1]